# Saulzoir
 Saulzoir  es una población y comuna francesa, en la región de Norte-Paso de Calais, departamento de Norte, en el distrito de Cambrai y cantón de Solesmes.

## Demografía
| 2010 | 2022 | 1953 | 1870 | 1794 | 1704 |
| Para los censos de 1962 a 1999 la población legal corresponde a la población sin duplicidades (Fuente: INSEE [Consultar]) |      |      |      |      |      |